# Gullah (sprog)
Gullah (også kendt som Geechee) er et kreolsprog, der tales af Gullah-folket på Sea Islands og i kystområder af South Carolina, Georgia, Florida, og North Carolina. Sproget er et engelsk-baseret kreolsprog med påvirkninger fra vest- og centralafrikanske sprog.
| Sprog | Spire Denne artikel om sprog er en spire som bør udbygges. Du er velkommen til at hjælpe Wikipedia ved at udvide den. |